# Manfred Müller (Schauspieler)
Manfred Wolfgang Müller (* 20. August 1938) ist ein ehemaliger deutscher Schauspieler.

## Leben
Manfred Müller absolvierte seine Schauspielausbildung von 1956 bis 1959 an der Deutschen Hochschule für Filmkunst im Potsdamer Stadtteil Babelsberg. Er spielte Hauptrollen in den Filmen Der Blitzprozess (1977), Verwirrung der Liebe (1959) und Wanderungen durch die Mark Brandenburg (1986). Manfred Müller wirkte als Schauspieler vor der Kamera von 1957 bis 1995 in mehr als 60 Film-und-Fernsehproduktionen mit, zumeist allerdings in Nebenrollen. So spielte er beispielsweise in 15 Folgen der Reihe Polizeiruf 110 sowie auch in sieben Folgen der Reihe Der Staatsanwalt hat das Wort mit. Nach der Wiedervereinigung trat er vereinzelt noch in einigen Fernsehserien auf. Mitte der 1990er-Jahre zog sich Müller zurück.

## Filmografie (Auswahl)
- 1957: Die Schönste
- 1958: Das Lied der Matrosen
- 1959: Erich Kubak
- 1959: Verwirrung der Liebe
- 1959: Zu jeder Stunde
- 1969: Der Staatsanwalt hat das Wort: Ich brauch’ kein Kindermädchen (Fernsehreihe)
- 1970: Rebell im Jägerrock (Fernsehfilm)
- 1971: Knut Speleman (Fernsehfilm)
- 1972: Polizeiruf 110: Der Tote im Fließ (Fernsehreihe)
- 1972: Kriminalfälle ohne Beispiel: Der Fall Brühne-Fehrbach (Fernsehreihe)
- 1974: Die Richterin (Fernsehfilm)
- 1976: Blechschmidts Geburtstag (Fernsehfilm)
- 1977: Aus einem deutschen Leben
- 1977: Haydn in London (Fernsehfilm)
- 1977: Der Blitzprozess (Fernsehfilm)
- 1977: Polizeiruf 110: Trickbetrügerin gesucht
- 1977: Der Staatsanwalt hat das Wort: Eine Waschmaschine
- 1978: Scharnhorst (Miniserie)
- 1980: Archiv des Todes (Fernsehserie, 2 Episoden)
- 1982: Polizeiruf 110: Der Unfall
- 1982: Der Staatsanwalt hat das Wort: Ich bin Joop van der Dalen
- 1983: Das daktyloskopische Wunder (Fernsehfilm)
- 1984: Polizeiruf 110: Das vergessene Labor
- 1984: Polizeiruf 110: Freunde
- 1985: Polizeiruf 110: Laß mich nicht im Stich
- 1986: Wanderungen durch die Mark Brandenburg (Fernsehfilm)
- 1986: Rund um die Uhr (Fernsehserie, 1 Episode)
- 1987: Einzug ins Paradies (Fernsehserie, 1 Episode)
- 1988: Polizeiruf 110: Der Kreuzworträtselfall
- 1990: Alter Schwede (Fernsehfilm)
- 1990: Heute sterben immer nur die anderen
- 1990: Polizeiruf 110: Zahltag
- 1991: Polizeiruf 110: Big Band Time
- 1991: Polizeiruf 110: Das Treibhaus
- 1993: Schwarz Rot Gold (Fernsehserie, 1 Episode)
- 1994: Elbflorenz (Fernsehserie, 1 Episode)